# Roland Van Goethem
Roland Van Goethem (Mechelen, 21 januari 1947) is een voormalig Belgisch politicus voor Vlaams Belang.

## Levensloop
Van Goethem behaalde in 1977 een graduaat in boekhouden aan het Rijksinstituut voor Technisch Onderwijs in Vilvoorde en werd beroepshalve boekhouder en vervolgens bedrijfsleider.
Hij werd politiek actief voor het radicaal-rechtse Vlaams Blok, vanaf 2004 Vlaams Belang, en was van 1995 tot 2012 gemeenteraadslid van Vilvoorde. 
Bij de tweede rechtstreekse Vlaamse verkiezingen van 13 juni 1999 werd hij verkozen in de kieskring Halle-Vilvoorde. Ook na de Vlaamse verkiezingen van 13 juni 2004 bleef hij Vlaams volksvertegenwoordiger tot juni 2009. Gedurende zijn parlementaire loopbaan was Van Goethem van 1999 tot 2004 vast lid van de commissie Algemeen Beleid, Financiën en Begroting en van 1999 tot 2002 vast lid en van 2002 tot 2004 ondervoorzitter van de commissie Economie, Landbouw, Werkgelegenheid en Toerisme, alsook van 2004 tot 2009 ondervoorzitter van de commissie Economie, Werk en Sociale Economie en vast lid van de commissie Buitenlands Beleid, Europese Aangelegenheden, Internationale Samenwerking en Toerisme.